# Giuseppe Maddaloni
Giuseppe Maddaloni (Nápoles, 10 de julio de 1976) es un deportista italiano que compitió en judo.
Participó en los Juegos Olímpicos de Sídney 2000, obteniendo una medalla de oro en la categoría de –73 kg. Ganó seis medallas en el Campeonato Europeo de Judo entre los años 1998 y 2008.

## Palmarés internacional
| Juegos Olímpicos   | Juegos Olímpicos        | Juegos Olímpicos  | Juegos Olímpicos |
| Año                | Lugar                   | Medalla           | Categoría        |
| ------------------ | ----------------------- | ----------------- | ---------------- |
| 2000               | Sídney (Australia)      | Medalla de oro    | –73 kg           |
| Campeonato Europeo |                         |                   |                  |
| Año                | Lugar                   | Medalla           | Categoría        |
| 1998               | Oviedo (España)         | Medalla de oro    | –73 kg           |
| 1999               | Bratislava (Eslovaquia) | Medalla de oro    | –73 kg           |
| 2001               | París (Francia)         | Medalla de plata  | –73 kg           |
| 2002               | Maribor (Eslovenia)     | Medalla de bronce | –73 kg           |
| 2006               | Tampere (Finlandia)     | Medalla de plata  | –81 kg           |
| 2008               | Lisboa (Portugal)       | Medalla de bronce | –81 kg           |